# Drumstick
Drumstick — торговая марка мороженого, принадлежащая компании Froneri, совместному предприятию Nestlé и PAI Partners. Продукт продаётся в США, Австралии, Канаде, Малайзии, Гонконге и других странах. Оригинальный продукт был изобретён в 1928 году И. С. Паркером из компании Drumstick Company в Форт-Уэрте, штат Техас.

## Описание
Мороженое Drumstick состоит из сахарного рожка, наполненного ванильным мороженым, покрытым затвердевшей шоколадной глазурью и орехами, а гораздо позже продукт стал выпускаться на фабрике в Вест-Энде, Брисбен, с шоколадной глазурью и кусочком шоколада на дне. Обычно мороженое впитывается во влажный рожок в процессе производства, что делает его сырым и неприятным при подаче, однако эта проблема решается путём изоляции внутренней части вафельного рожка от мороженого с помощью слоя масла, сахара и шоколада. Твёрдая шоколадная оболочка в верхней части сахарного рожка сохраняет его форму на случай, если мороженое начнет таять.
Drumstick можно приобрести в различных супермаркетах, фургонах и магазинах шаговой доступности. В основном, продукты упаковываются в жёсткую пластиковую обёртку.
Ввиду исторической популярности десерт получил название Drumstick, даже если он произведён какой-то другой компанией и имеет другую марку. Предполагаемый слоган: «Вечное лето» (Forever Summer).

## История
В 1928 году братья Паркер — Брюс, И. К. и Дж. Т. — внесли свой вклад в изобретение вафельного рожка, добавив в него шоколадную глазурь с орехами. Одна из жён братьев рассказала, что это изобретение было похоже на куриную ножку, которую в США обычно прозвали барабанной палочкой.
В 1991 году компания Nestlé приобрела компанию Drumstick Company. В 2016 году компании Nestlé и PAI Partners создали совместное предприятие Froneri, объединяющее деятельность двух компаний в области мороженого.
В 2019 году компания General Mills выпустила кашу на основе Drumsticks с двумя вкусами: ваниль и мятный шоколад.

## Вкусы
Дополнительные разновидности Drumstick включают рожки с карамелью и фаджем, мятно-шоколадный хруст, cookies and cream, а также обмакнутые рожки с начинкой из карамели, шоколада и простой ванили. В Канаде Nestlé продаёт Oreo Drumstick c шоколадной глазурью или клубничным чизкейком.
Согласно официальному сайту, производятся следующие вкусы Drumstick:
- Classic
- Simply Dipped
- Pretzel Dipped
- Crunch Dipped
- Cookie Dipped
- Mini Drums
- Lil’ Drums
- Sprinkled!
- Super Nugget
- King Size

## Немолочные добавки
В начале 2020 года канадское подразделение Nestlé выпустило два веганских сорта десерта:
- Caramel
- Vanilla Chocolate Swirl

16 апреля 2021 года подразделение Nestlé Canada отозвало оба вкуса из-за опасений, что продукты могут содержать молочные продукты, не указанные в списке ингредиентов на этикетке.